# 巴布亚新几内亚国旗
巴布亚新几内亚国旗，于1971年7月1日制定，整个旗面由红色和黑色均分成左下和右上两个相等的三角形。红色部分中绘有一只黄色的极乐鸟，黑色部分绘有南十字座。
红色和黑色是巴布亚新几内亚的民族传统的颜色，同时红、黑、黄的组合又是1918年前统治巴布亚新几内亚的德国的国旗的颜色。极乐鸟也称天堂鸟，是巴布亚新几内亚特有的鸟类，也被绘在其巴布亚新几内亚国徽中。

## 历史旗帜

### 德属新几内亚时期
| 德属新几内亚公司，1885-1899 |
| 德属新几内亚公司，1885-1899 |

| 德意志帝國殖民部旗幟，1892-1918 |
| 德意志帝國殖民部旗幟，1892-1918 |

| 德属新几内亚提案旗幟，1914 |
| 德属新几内亚提案旗幟，1914 |

### 英属澳大利亚巴布亚领地时期
| 英属澳大利亚巴布亚领地，1906-1949 |
| 英属澳大利亚巴布亚领地，1906-1949 |

| 英属澳大利亚新几内亚领地，1914-1949 |
| 英属澳大利亚新几内亚领地，1914-1949 |

| 英属澳大利亚巴布亚和新几内亚领地，1949-1965 |
| 英属澳大利亚巴布亚和新几内亚领地，1949-1965 |

### 英属澳大利亚巴布亚殖民地时期
| 英属澳大利亚巴布亚殖民地，1884-1888 |
| 英属澳大利亚巴布亚殖民地，1884-1888 |

| 英属澳大利亚巴布亚殖民地，1888-1906 |
| 英属澳大利亚巴布亚殖民地，1888-1906 |

| 英属澳大利亚新几内亚殖民地，1888-1906 |
| 英属澳大利亚新几内亚殖民地，1888-1906 |

| 英属澳大利亚新几内亚殖民地，1906-1949 |
| 英属澳大利亚新几内亚殖民地，1906-1949 |

| 英属澳大利亚巴布亚和新几内亚领地，1949-1952 |
| 英属澳大利亚巴布亚和新几内亚领地，1949-1952 |

| 英属澳大利亚巴布亚和新几内亚领地总督，1949-1952 |
| 英属澳大利亚巴布亚和新几内亚领地总督，1949-1952 |

### 巴布亚新几内亚独立领地时期
| 巴布亚和新几内亚自治领地，1965-1970 |
| 巴布亚和新几内亚自治领地，1965-1970 |

| 巴布亚和新几内亚自治领地，1970-1971 |
| 巴布亚和新几内亚自治领地，1970-1971 |

| 巴布亚和新几内亚独立国，1971年独立至今 |
| 巴布亚和新几内亚独立国，1971年独立至今 |